# Чалермчай Матчаклам
Чалермчай Матчаклам (тайск. เฉลิมชัย มัจฉากล่ำ; 2 августа 1953, Бангкок) — таиландский офицер, боевик антикоммунистической группировки Красные гауры, активный участник Таммасатской резни и государственного переворота 6 октября 1976 года. Известен также как криминальный авторитет. Был приговорён к смертной казни за убийство губернатора провинции в 2001 году, помилован королём, в 2015 освобождён досрочно. Вновь арестован в 2016 за продолжение криминальной деятельности.

## Офицер армейской безопасности
Родился в семье высокопоставленного военного. Учился в бангкокском технологическом университете, приобрёл специальность электромеханика.
Получив образование, Чалермчай Матчаклам поступил на военную службу. Служил в отделе внутренней безопасности таиландской армии под командованием генерала Судсая Хасадина.

## Антикоммунистический боевик
Чалермчай Матчаклам придерживался ультраправых антикоммунистических взглядов. Он отличался склонностью к внеправовым действиям, состоял в созданной генералом Хасадином боевой организации Красные гауры. В армейских и криминальных кругах был известен под прозвищем «полковник Тун».
6 октября 1976 года лейтенант Чалермчай Матчаклам принял активное участие в Таммасатской резне. Лично участвовал в убийствах левых студентов Таммасатского университета. Сыграл видную роль в правом государственном перевороте, приведшем к власти хунту адмирала Чалорью и правительство Танина Краивичьена. Продолжал службу, в 1988 году получил звание майора.

## Криминал и осуждение
После отставки Чалермчай Матчаклам сосредоточился на криминальной деятельности. Несколько раз привлекался к ответственности за убийства и вымогательство, но освобождался за недостаточностью улик.
В 2001 году он был арестован по обвинению в убийстве губернатора провинции Ясотхон Прины Липатанапана, подозреваемого в аферах с государственными средствами, выделенными на строительство дамбы и очистных сооружений. Труп был найден в отеле с огнестрельными ранениями и перерезанным горлом.
Суд признал Чалермчая Матчаклама виновным в убийстве и приговорил к смертной казни. Апелляция была отклонена. Однако король Таиланда Пхумипон Адульядет помиловал «полковника Туна». Смертная казнь была заменена сначала на пожизненное заключение, затем на 50 лет тюрьмы. Королевское помилование было воспринято как признание монархом заслуг Чалермчая Матчакалма в событиях 1976 года.
В 2015 году Чалермчай Матчаклам был досрочно освобождён за «хорошее поведение». Однако в августе 2016 года вновь арестован — за нарушение режима условного освобождения: угрозы и вымогательство у предпринимателя.